# Pop rock
Pop rock là thể loại nhạc hòa trộn giai điệu nhạc pop dễ nghe, ca từ nhẹ nhàng vào những bài hát rock dựa trên nền guitar. Có rất nhiều cách định nghĩa thể loại nhạc này, nó có thể là một dạng nhạc rock chậm và nhẹ nhàng hoặc một thể loại con của nhạc pop.

## Nghệ sĩ nổi bật

### Thập niên 1970
The Jackson 5, Three Dog Night, Elton John, Diana Ross, Bee Gees, Fleetwood Mac, Donna Summer, Billy Joel và Olivia Newton-John,...

### Thập niên 1980
Daryl Hall and John Oates, Stevie Wonder, Michael Jackson, Stevie Nicks, Phil Collins...

### Thập niên 1990
Ace Of Base, Robbie Williams, Alanis Morissette, Natalie Imbruglia, Shakira, Sixpence None the Richer, The Cranberries, No Doubt, Hanson, Everclear, 4 Non Blondes, Gin Blossoms, Michael Learn To Rock,...

### Thập niên 2000
Avril Lavigne, Michelle Branch, Vanessa Carlton, Pink, Kelly Clarkson, McFly, Maroon 5, James Blunt...